# Hirtiaphthona
Hirtiaphthona is een geslacht van kevers uit de familie bladkevers (Chrysomelidae).
De wetenschappelijke naam van het geslacht werd in 2000 gepubliceerd door Kimoto.

## Soorten
- Hirtiaphthona minor Kimoto, 2000